# Jūni Taisen
Jûni Taisen – Zodiac War, connue au Japon sous le nom de Jūni Taisen (十二大戦, litt. « Les Douze guerres »), est un light novel japonais écrit par Nishio Ishin et illustré par Hikaru Nakamura. Celui-ci est publié par Shūeisha le 19 mai 2015.
Une adaptation en une série télévisée d'animation par le studio Graphinica est diffusée pour la première fois au Japon entre octobre et décembre 2017,.
Une suite, intitulée Jūni taisen tai jūni taisen (十二大戦対十二大戦, litt. « Douze guerres contre douze guerres »), est publiée le 12 décembre 2017.

## Synopsis
Dans une ville où toute la population s'est envolée, 12 des guerriers mercenaires les plus redoutables du monde avec les noms et les attributs des 12 animaux du Zodiaque chinois sont dressés les uns contre les autres lors du Tournoi du Zodiaque qui se déroule tous les 12 ans. Au cours de cette 12e édition, on demande à chacun des 12 participants d'avaler l'une des 12 gemmes empoisonnées. Pour réaliser un souhait de son choix et recevoir l’antidote, les guerriers devront récupérer le reste des gemmes des autres concurrents avant la fin du temps imparti (le 12 décembre, à midi). Il s'ensuit ainsi une bataille impitoyable où la survie est cruciale par n'importe quel moyen.

## Personnages

### Les 12 guerriers du Zodiaque
Les personnages sont classés selon l'ordre des signes de l'Astrologie chinoise:
Tsugiyoshi Sumino (墨野 継義, Sumino Tsugiyoshi) / Nezumi (寝住)
Voix japonaise : Shun Horie
Guerrier du Rat. C'est un jeune homme perspicace, aux cheveux argentés, qui semble toujours somnolent. Il a une capacité appelée « les Cent Voies » qui lui permet de choisir ou d'expérimenter 100 réalités possibles. Le chemin qu'il choisit devient la réalité définie, mais le processus est mentalement épuisant, ce qui explique son apparence endormie. Il a formé une alliance avec la Singe pacifiste. Sa façon de tuer est de « tuer en nombre ».
Eiji Kashī (樫井 栄児, Kashī Eiji) / Uchii (失井)
Voix japonaise : Yūichirō Umehara
Guerrier du Bœuf. C'est un homme à cornes aux longs cheveux noirs qui porte un long sabre fin appelé Goboken. Il était considéré comme le « Génie du massacre », un guerrier sans pareil et l'un des favoris pour remporter le tournoi. Sa façon de tuer est de « tuer systématiquement ».
Kanae Aira (姶良 香奈江, Aira Kanae) / Tora (妬良)
Voix japonaise : Hiromi Igarashi
Guerrière du Tigre. C'est une jeune femme aux cheveux orange avec une longue chaîne qui s'étend d'un collier autour du cou, elle a aussi tendance à boire excessivement. Elle était maître d'arts martiaux avant de devenir soldat. Tora a découvert ses techniques bestiales de l'homme ivre après une nuit de beuverie désespérée. Sa rencontre avec le Bœuf quelques années auparavant sur un champ de bataille marqua sa vie qui l'influence par sa philosophie. Pendant le tournoi, elle accepte une trêve avec ce dernier pour leur bénéfice mutuel. Sa façon de tuer est de « tuer sous l'effet de l'ivresse ».
Usagi (憂城)
Voix japonaise : Nobuhiko Okamoto
Guerrier du Lapin. C'est un jeune homme maigre, psychotique, aux cheveux blancs, qui se bat avec deux longues machettes. Il utilise la vitesse et l'agilité pour se rapprocher de ses adversaires. Il est également un nécromantiste capable de contrôler les corps de ceux qu'il tue comme des marionnettes qu'il appelle ses « amis ». Même après sa mort apparente, il peut contrôler les corps ré-animés et les parties du corps de ses marionnettes qui conservent leurs capacités originelles. Sa façon de tuer est de « tuer anormalement ».
Les frères Tatsumi (断罪兄弟, Tatsumi kyōdai)
- Nagayuki Tsumita (積田 長幸, Tsumita Nagayuki?)

Voix japonaise : Takuya Eguchi
Guerrier du Dragon. Il est le grand frère jumeau du Serpent. Il a la capacité de se tenir debout en l'air et peut même voler, et utilise de l'azote liquide dans un réservoir sur son dos pour créer un tir d'air gelé. Sa façon de tuer est de « tuer par cupidité ».
- Takeyasu Tsumita (積田 剛保, Tsumita Takeyasu?)

Voix japonaise : Kōsuke Toriumi
Guerrier du Serpent. Il est le petit frère jumeau du Dragon. Il utilise un lance-flammes avec un réservoir de carburant sur son dos. Il a été tué par Lapin avant le début de la compétition et est ensuite devenu sa marionnette. Il possède un sens semblable au radar en sentant des vibrations dans le sol autour de lui. Sa façon de tuer est de « tuer par cupidité ».
Yoshimi Sōma (早間 好実, Sōma Yoshimi) / Ūma (迂々真)
Voix japonaise : Hikaru Midorikawa
Guerrier du Cheval. Il est une personne auto-proclamé modéré avec une énorme stature. Il était un soldat qui est devenu un guerrier après que son corps a été modifié avec l'aide de la médecine et de la science pour acquérir une force incroyable et développé une technique de défense impénétrable appelée « Étrier ». Il espérait former une alliance avec le Bœuf pendant le tournoi. Sa façon de tuer est de « tuer sans mot dire ».
Sumihiko Tsujiie (辻家 純彦, Sumihiko Tsujiie) / Hitsujii (必爺)
Voix japonaise : Chō
Guerrier du Bélier. Il est un petit vieil homme à corne et un ancien vainqueur du Jūni Taisen. Son expertise consiste à utiliser des explosifs et des grenades qu'il a peaufinés durant sa jeunesse en tant que trafiquant d'armes et contrebandier. Il s'est porté volontaire pour rejoindre l'actuel tournoi, pour épargner sa famille malgré ses faibles chances de succès. Sa façon de tuer est de « tuer avec duplicité ».
Misaki Yūki (柚木 美咲, Yūki Misaki) / Sharyū (砂粒)
Voix japonaise : Saori Hayami
Guerrière du Singe. C'est une jeune femme à lunettes et aux cheveux courts. Elle est une pacifiste et une médiatrice de renom, chargée de faciliter d'innombrables cessez-le-feu dans de nombreuses batailles, mais avec des résultats mitigés pour les populations survivantes. Au début du tournoi, elle a proposé un accord de paix dans lequel le vainqueur du tournoi souhaitait que tous les compétiteurs reviennent à la vie, afin qu'aucun guerrier ne meure définitivement. Elle a formé une alliance avec le Rat pendant le tournoi. Elle possède le pouvoir de transmuter toute matière qu'elle touche dans un autre état, comme transformer la pierre en sable. Sa façon de tuer est de « tuer paisiblement ».
Ryōka Niwa (丹羽 遼香, Niwa Ryōka) / Niwatori (庭取)
Voix japonaise : Ayane Sakura
Guerrière du Coq. C'est une jeune femme aux cheveux verts, vêtue d'un court costume de plumes et à la personnalité timide et hésitante. Elle possède la capacité « Œil de cormoran, œil de faucon » qui lui permet de communiquer avec et de contrôler les oiseaux. Pendant le tournoi, elle a approché le Chien avec une alliance pour vaincre le Lapin et ses marionnettes. Sa façon de tuer est de « tuer à coups de bec ».
Michio Tsukui (津久井 道雄, Tsukui Michio) / Dotsuku (怒突)
Voix japonaise : Tomohiro Nishimura
Guerrier du Chien. C'est un homme aux cheveux bruns avec des caractéristiques de chien. Il a la capacité de produire des poisons mortels pour tuer des ennemis ou de doper ses alliés. Il croit également qu'il peut synthétiser un antidote à la gemme empoisonnée dans son corps. Il a accepté de former une alliance avec le Coq bien qu'il ait eu peu de respect pour ses capacités de combat. Sa façon de tuer est de « tuer en réduisant en charpie ».
Toshiko Inō (伊能 淑子, Inō Toshiko) / Inōnoshishi (異能肉)
Voix japonaise : Yōko Hikasa
Guerrière du Sanglier. Elle est une jeune femme aux cheveux blonds et la fille du dernier vainqueur du tournoi qui s'est déroulé 12 ans plus tôt. Bien que réticente au début à tuer quand elle était plus jeune, elle a gagné sa position en poussant sa jeune sœur à se suicider quand leur père ne l'a pas choisie pour le tournoi. Elle utilise deux mitrailleuses de calibre moyen, avec une capacité de « non-rechargement » lui donnant des munitions illimitées. Sa façon de tuer est de « tuer en abondance ».

### Autres
Duodecuple (ドゥデキャプル, Dōudekyapuru)
Voix japonaise : Hiroki Yasumoto
Le mystérieux arbitre dont le travail est d'accueillir et de gérer le Tournoi du Zodiaque et d'accorder le souhait du gagnant. Le tournoi n'est pas seulement une bataille par procuration pour le contrôle des pays possédés, mais aussi pour contrôler les paris sur les résultats. Il surveille le tournoi en présence d'avatars VIP sans visage. Lorsqu'il reste seulement 6 guerriers, les VIP peuvent commencer à parier sur des guerriers individuellement, et quand il ne reste plus que 3 guerriers, ils peuvent parier sur le résultat.

## Productions et supports

### Light novel
Nishio Ishin et Hikaru Nakamura ont respectivement écrit et illustré le roman, qui a été publié par Shūeisha le 19 mai 2015. Ce light novel est une préquelle d'un one shot par les mêmes auteurs intitulé Dōshitemo kanaetai tatta hitotsu no negai to wari to sōdemonai 99 no negai (どうしても叶えたいたったひとつの願いと割とそうでもない99の願い). Il a été ensuite réédité sous la marque de publication JUMP jBOOKS en octobre 2017.
Une suite Jūni taisen tai jūni taisen (十二大戦対十二大戦) est publiée le 12 décembre 2017.

#### Liste des tomes

##### Jūni Taisen
| no | Japonais                   | Japonais                                                                     |
| no | Date de sortie             | ISBN                                                                         |
| -- | -------------------------- | ---------------------------------------------------------------------------- |
| 1  | 19 mai 2015 4 octobre 2017 | 978-4-0878-0755-4 (première édition) 978-4-0870-3432-5 (édition JUMP jBOOKS) |

##### Jūni taisen tai jūni taisen
| no | Japonais         | Japonais          |
| no | Date de sortie   | ISBN              |
| -- | ---------------- | ----------------- |
| 1  | 12 décembre 2017 | 978-4-0870-3440-0 |

### Manga
Une adaptation de manga par Akira Akatsuki a été annoncée et est prépubliée sur l'application et le site Shōnen Jump+ de Shūeisha entre le 23 septembre 2017 et 12 mai 2018,,. Celle-ci est composée de quatre volumes tankōbon.

#### Liste de volumes
| no | Japonais        | Japonais          |
| no | Date de sortie  | ISBN              |
| -- | --------------- | ----------------- |
| 1  | 2 novembre 2017 | 978-4-0888-1270-0 |
| 2  | 4 janvier 2018  | 978-4-0888-1328-8 |
| 3  | 4 avril 2018    | 978-4-0888-1371-4 |
| 4  | 4 juillet 2018  | 978-4-0888-1418-6 |

### Anime
C'est par la création d'un site dédié que l'adaptation en une série anime du roman a été annoncée en mars 2017,. Celle-ci est réalisée par Naoto Hosoda au studio d'animation Graphinica avec un scénario de Sadayuki Murai, des chara-designs de Chikashi Kadekaru et une musique composée par Gō Shiina chez Avex Pictures,. Composée de 12 épisodes,, la série est diffusée pour la première fois au Japon entre le 3 octobre et le 19 décembre 2017 sur AT-X et MBS, et un peu plus tard sur Tokyo MX et BS11,. Crunchyroll détient les droits de diffusion en streaming de l’anime dans le monde entier, excepté en Asie,. 
L’opening de la série est Rapture des Panorama Panama Town tandis que l’ending, intitulé Keshin no kemono (化身の獣), est réalisé par Do As Infinity,,.

#### Liste des épisodes
| No | Titre français                                                 | Titre japonais                                                 | Titre japonais                                                               | Date de 1re diffusion |
| No | Titre français                                                 | Kanji                                                          | Rōmaji                                                                       | Date de 1re diffusion |
| -- | -------------------------------------------------------------- | -------------------------------------------------------------- | ---------------------------------------------------------------------------- | --------------------- |
| 1  | Après sept générations, le sanglier devient cochon             | 猪も七代目には豚になる                                         | Inoshishi mo nana daime ni wa buta ni naru                                   | 3 octobre 2017        |
| 2  | Chanter comme le coq, chaparder comme le chien                 | 鶏鳴狗盗                                                       | Keimeikutō                                                                   | 10 octobre 2017       |
| 3  | Découper un poulet avec un hachoir pour bœuf                   | 牛刀をもって鶏を裂く                                           | Gyūtō o motte niwatori o saku                                                | 17 octobre 2017       |
| 4  | L’ennemi ne singe pas sa puissance                             | 敵もさる者、ひっかく者                                         | Teki mo saru mono, hikkaku mono                                              | 24 octobre 2017       |
| 5  | Un loup déguisé en mouton                                      | 羊の皮をかぶった狼                                             | Hitsuji no kawa o kabutta ōkami                                              | 31 octobre 2017       |
| 6  | Même le meilleur des chevaux peut trébucher                    | 千里の馬も蹴躓く                                               | Senri no uma mo ketsumazuku                                                  | 7 novembre 2017       |
| 7  | Tête de dragon, queue de serpent (Premier attaquant)           | 竜頭蛇尾(先攻)                                                 | Ryūtōdabi (Senkō)                                                            | 14 novembre 2017      |
| 8  | Tête de dragon, queue de serpent (Deuxième attaquant)          | 竜頭蛇尾(後攻)                                                 | Ryūtōdabi (Kōkō)                                                             | 21 novembre 2017      |
| 9  | Qui court deux lièvres n’en prend aucun                        | 二兎追うものは一兎も得ず                                       | Nito ou mono wa itto mo e zu                                                 | 28 novembre 2017      |
| 10 | À sa mort, le tigre laisse une belle fourrure                  | 虎は死んで皮を残す                                             | Tora wa shin de kawa o nokosu                                                | 5 décembre 2017       |
| 11 | Labourer son champ avec le bœuf d’un autre                     | 人の牛蒡で法事する                                             | Hito no gobō de hōji suru                                                    | 12 décembre 2017      |
| 12 | Le vœu à réaliser absolument et les 99 autres moins importants | どうしても叶えたいたったひとつの願いと割とそうでもない99の願い | Dōshitemo kanaetai tatta hitotsu no negai to wari to sō demo nai 99 no negai | 19 décembre 2017      |

### Adaptation théâtrale
Il a été annoncé le 19 décembre 2017 que la série est adaptée sous forme de pièce de théâtre. Avec le lancement d'un site web dédié, des informations supplémentaires ont été révélées tels que les noms des acteurs de cette adaptation, la direction de la pièce par Naohiro Ise dont il est également le scénariste et Gō Shiina qui compose à nouveau la musique,. La pièce est jouée au Shin Kobe Oriental Theatre de Kobe du 4 au 5 mai 2018 et au Theatre 1010 de Tokyo du 9 au 13 mai 2018.
La chanson thème est Keshin no kemono (化身の獣), réalisée par Do As Infinity, celle-ci avait déjà été employée pour l’ending de la série anime,,.

#### Distribution
| Personnage        | Acteur/Actrice    |
| ----------------- | ----------------- |
| Nezumi            | Ryō Kitamura      |
| Uchii             | Kōdai Takikawa    |
| Tora              | Miho Imamura      |
| Usagi             | Kōji Saikawa      |
| Tatsumi, l'ainé   | Shōhei Hoshimoto  |
| Tatsumi, le cadet | Shinya Hasegawa   |
| Ūma               | Masafumi Yokoyama |
| Hitsujii          | Yūya Hara         |
| Sharyū            | Yume Takeuchi     |
| Niwatori          | Yui Umemura       |
| Dotsuku           | Tatsuya Isaka     |
| Inōnoshishi       | Asana Mamoru      |
| Duodecuple        | Shūhei Izumi      |

## Accueil
Usagi a été nommé dans la catégorie « Méchant de l'année » lors des Anime Awards 2018 de Crunchyroll,.

### Sources
1. 1 2  (en) « Monogatari's NisiOisin, Arakawa Under the Bridge's Nakamura Make Jūni Taisen Novel », sur Anime News Network, 4 mai 2015 (consulté le 23 décembre 2017)
2. 1 2 3 4  (en) « Jūni Taisen Anime's 2nd Promo Video Reveals More Cast, October 3 Debut », sur Anime News Network, 12 août 2017 (consulté le 23 décembre 2017)
3. 1 2  (ja) « On Air », sur Site officiel (consulté le 23 décembre 2017)
4. 1 2 3  (en) « NisiOisin, Hikaru Nakamura's Juni Taisen Novel Gets Sequel Book in December », sur Anime News Network, 4 octobre 2017 (consulté le 23 décembre 2017)
5. 1 2 3 4 5 6 7 8 9 10 11 12  (en) « Jūni Taisen Anime Reveals 12 Main Cast Members, Character Designs, Visual », sur Anime News Network, 12 juin 2017 (consulté le 23 décembre 2017)
6. ↑  « Un trailer et un manga pour Jûni Taisen », sur manga-news.com, 16 août 2017 (consulté le 23 décembre 2017)
7. ↑  « [第二十九話]十二大戦 », sur Shōnen Jump, Shūeisha,‎ 12 mai 2018 (consulté le 12 mai 2018)
8. ↑  (en) Rafael Antonio Pineda, « Juni Taisen: Zodiac War Manga to End in 4th Volume : Manga launched last September; Viz Media publishes manga digitally », sur Anime News Network, 5 avril 2018 (consulté le 5 avril 2018)
9. ↑  (en) « Nisioisin, Hikaru Nakamura's Jūni Taisen Novel Gets TV Anime This Year », sur Anime News Network, 11 mars 2017 (consulté le 23 décembre 2017)
10. ↑  « Le roman Jûni Taisen adapté en animé », sur manga-news.com, 20 mars 2017 (consulté le 23 décembre 2017)
11. ↑  (en) « Jūni Taisen Anime Reveals Teaser Visual, Main Staff », sur Anime News Network, 25 mars 2017 (consulté le 23 décembre 2017)
12. ↑  Reith Saji, « L’anime Juuni Taisen (12 Taisen), en Annonce Vidéo », sur adala-news.fr, 26 mars 2017 (consulté le 23 décembre 2017)
13. ↑  (en) « Jūni Taisen Anime Airing This Year is '1st 12-Episode Season' », sur Anime News Network, 28 mars 2017 (consulté le 23 décembre 2017)
14. ↑  (ja) « ＃12　最終回 », sur Site officiel (consulté le 23 décembre 2017)
15. ↑  « Dies Irae et Jûni Taisen: Zodiac War en simulcast sur Crunchyroll », sur manga-news.com, 22 septembre 2017 (consulté le 23 décembre 2017)
16. ↑  GoToon, « ANNONCE : date et heure de diffusion de Jûni Taisen – Zodiac War, en simulcast sur Crunchyroll », sur Crunchyroll, 30 septembre 2017 (consulté le 23 décembre 2017)
17. ↑  (en) « Jūni Taisen: Zodiac War Anime's 3rd Promo Video Reveals Opening Song », sur Anime News Network, 16 septembre 2017 (consulté le 23 décembre 2017)
18. ↑  (en) « Do as Infinity Performs Jūni Taisen: Zodiac War Ending Theme », sur Anime News Network, 29 septembre 2017 (consulté le 23 décembre 2017)
19. ↑  (ja) « OP・ED曲 », sur Site officiel (consulté le 23 décembre 2017)
20. ↑  (ja) « 「十二大戦」舞台化決定!! », sur Site officiel,‎ 19 décembre 2017 (consulté le 28 décembre 2017)
21. ↑  (ja) « 西尾維新「十二大戦」舞台化！寝住役の北村諒「常に眠いのは僕も同じです」 », sur natalie.mu,‎ 26 décembre 2017 (consulté le 28 décembre 2017)
22. ↑  (en) « Juni Taisen Novel Gets Stage Play Next May », sur Anime News Network, 28 décembre 2017 (consulté le 28 décembre 2017)
23. ↑  (ja) « Schedule » [« Horaires »], sur Site officiel (consulté le 28 décembre 2017)
24. ↑  (ja) « 舞台「十二大戦」キービジュアル＆全キャラクター全身ビジュアルついに勢ぞろい！ », sur Site officiel,‎ 3 mars 2018 (consulté le 31 mars 2018)
25. ↑  (ja) « 舞台「十二大戦」Do As Infinity『化身の獣』SPライブ付追加公演決定！ », sur Site officiel,‎ 28 mars 2018 (consulté le 31 mars 2018)
26. ↑  (en) Jennifer Sherman, « Do as Infinity Sings Live at Juni Taisen Stage Play Performance on May 11 », sur Anime News Network, 31 mars 2018 (consulté le 31 mars 2018)
27. ↑  (ja) « Cast » [« Distribution »], sur Site officiel (consulté le 28 décembre 2017)
28. ↑  GoToon, « Crunchyroll Anime Awards 2018 : les résultats ! : Le palmarès complet », sur Crunchyroll, 25 février 2018 (consulté le 25 février 2018)
29. ↑  (en) Crunchyroll (@Crunchyroll), « Compilation of all of Anime Awards' winners », sur Twitter, 24 février 2018 (consulté le 25 février 2018)

### Œuvres
Édition japonaise
Light novel
1. 1 2  (ja) « 十二大戦 », sur Shūeisha (consulté le 23 décembre 2017)
2. 1 2  (ja) « 十二大戦 », sur Shūeisha (consulté le 23 décembre 2017)
3. 1 2  (ja) « 十二大戦対十二大戦 », sur Shūeisha (consulté le 23 décembre 2017)

Manga
1. 1 2  (ja) « 十二大戦　　1 », sur Shūeisha (consulté le 23 décembre 2017)
2. 1 2  (ja) « 十二大戦　　2 », sur Shūeisha (consulté le 23 décembre 2017)
3. 1 2  (ja) « 十二大戦　　3 », sur Shūeisha (consulté le 23 décembre 2017)
4. 1 2  (ja) « 十二大戦　　4 », sur Shūeisha (consulté le 23 décembre 2017)